# Błona maziowa

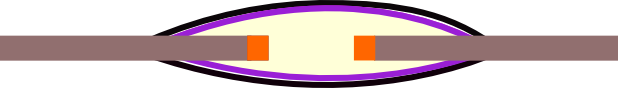
Czarny – subintima, fioletowy – intima, jasnobrązowy – kość, pomarańczowy – chrząstka, żółty – maź stawowa

Błona maziowa (łac membrana synovialis) – wewnętrzna warstwa torebki stawowej, zawiera kosmki maziowe; wydziela maź stawową, która ułatwia ruch w stawie, dzięki temu, że jest gęsta i lepka. Błona maziowa wypełnia od wewnątrz jamę stawową. Maź również nawilża chrząstki stawowe, zmniejszając tarcie w stawie i zapobiegając szybkiemu deformowaniu się stawu.

Przeczytaj ostrzeżenie dotyczące informacji medycznych i pokrewnych zamieszczonych w Wikipedii.